# Galeosoma hirsutum
Galeosoma hirsutum är en spindelart som beskrevs av Hewitt 1916. Galeosoma hirsutum ingår i släktet Galeosoma och familjen Idiopidae. Inga underarter finns listade i Catalogue of Life.